# Pepinia
Pepinia Brongn. ex Andre é um ex-género botânico da família Bromeliaceae, subfamília Pitcairnioideae, e estabelecido para descrever aproximadamente 50 espécies de plantas da América do Sul que agora estão classificadas no gênero Pitcairnia.
O gênero tinha sido estabelecido como subgénero por Lyman Bradford Smith e elevado a condição de gênero por G.S.Varadarajan e Gilmartin baseado na ausência de apêndices nas sementes. O estudo molecular moderno confirmou que estas plantas não são um gênero independente, e que estão classificadas corretamente dentro do gênero Pitcairnia.
O gênero Pepinia havia sido nomeado em homenagem ao francês Pierre Denis Pépin (1802-1876).